# Lamborghini Marco Polo
La Lamborghini Marco Polo, chiamata anche Italdesign Marco Polo, è una concept car realizzata dalla casa automobilistica italiana Lamborghini nel 1982 insieme alla Italdesign.

## Storia
Presentata nel 1982 al Motor Show di Bologna, la Marco Polo si ispirava alla concept car Lancia Medusa progettata da Italdesign due anni prima. Il progetto era originariamente previsto per una berlina della DeLorean chiamata DMC-24, ma la DMC aveva esaurito i finanziamenti prima che il concept fosse finito. Quindi Italdesign ha riadattato il design in una concept per la Lamborghini. Le ruote della Marco Polo sono le stesse della DeLorean. Giugiaro decise di dare a questa concept una linea meno aggressiva, preferendo di puntare invece sull'efficienza aerodinamica al fine di realizzare un abitacolo più silenzioso e di ridurre i consumi di carburante. In quanto senso, la Marco Polo presenta un coefficiente di resistenza aerodinamica di 0,24 rispetto allo 0,26 della Lancia Medusa.
La Marco Polo, pur essendo una quattro posti, ha solo due portiere con apertura ad ala di gabbiano, come quelle usate sulla Lamborghini Marzal e sulla DeLorean, che possono essere aperte sia dai sedili anteriori che da quelli posteriori.